# Cementiri de Sant Pere Vell
El Cementiri de Sant Pere Vell és una obra de Salàs de Pallars (Pallars Jussà) inclosa a l'Inventari del Patrimoni Arquitectònic de Catalunya.

## Descripció
Porta d'accés principal al cementiri de planta rectangular i dividit, simètricament, per l'eix definit pel passadís que enllaça l'entrada amb la capella. L'església són les restes absidals de l'antic temple de Sant Pere Vell.
Els carreus, sent solament elements aprofitats de l'església, formen una arcada de mig punt doblement dovellat. La porta està rematada per una imposta i ràfec ondulat amb creu de forja com la reixa amb la data a la llinda.

## Història
Al 1262 es realitza la consagració de l'església romànica de Sant Pere Vell. A la reixa, corresponent a la construcció i reformes del cementiri, figura la data 1881.